# Gulmarg
Gulmarg är en ort i Indien.   Den ligger i distriktet Bāramūla och unionsterritoriet Jammu och Kashmir, i den norra delen av landet, 700 km norr om huvudstaden New Delhi. Gulmarg ligger 2 682 meter över havet och antalet invånare är 730.
Terrängen runt Gulmarg är kuperad åt nordost, men åt sydväst är den bergig. Runt Gulmarg är det ganska tätbefolkat, med 199 invånare per kvadratkilometer. Närmaste större samhälle är Bāramūla, 17,6 km norr om Gulmarg. I omgivningarna runt Gulmarg växer i huvudsak barrskog.